# Cottonmouth
Ne doit pas être confondu avec Cornell Cottonmouth, autre super-vilain de l'univers Marvel.
Cottonmouth est un super-vilain évoluant dans l'univers Marvel de la maison d'édition Marvel Comics. Créé par le scénariste Mark Gruenwald et le dessinateur Paul Neary, le personnage de fiction apparaît pour la première fois dans le comic book Captain America (vol. 1) #310 en octobre 1985.

## Biographie du personnage

### Origines
Cottonmouth est un criminel originaire d'Alabama. Il a été invité par Sidewinder à faire partie de la Société du serpent. Lors de sa première mission, il aida Aspic à éliminer MODOK.

### Parcours
Il a affronté à de maintes reprises Captain America et a aussi combattu la Panthère noire et Luke Cage.
Il a adopté à plusieurs reprises l'identité civile de Bushmaster : Quincy McIver. 
Emprisonné, il réussit à s'échapper avec d'autres criminels (Headlok et l'Homme-plante) et partit ensuite de son côté. Il voyagea à travers le sud des États-Unis, cambriolant des banques dans sa cavale. Après une prise d'otage, il fut cette fois-ci arrêté par l'Aigle américain.

## Pouvoirs et capacités
La mâchoire de Cottonmouth est bionique et ses canines ont été remplacées par des crocs d'acier. Il peut ainsi s'en servir pour broyer du béton ou même plier des barres de métal plus mou que le fer. Il peut tenir une corde par la bouche pendant plus d'une heure avant d'être fatigué. Sa bouche peut aussi s'ouvrir comme celle d'un serpent.